# Wiener Holocaust Library

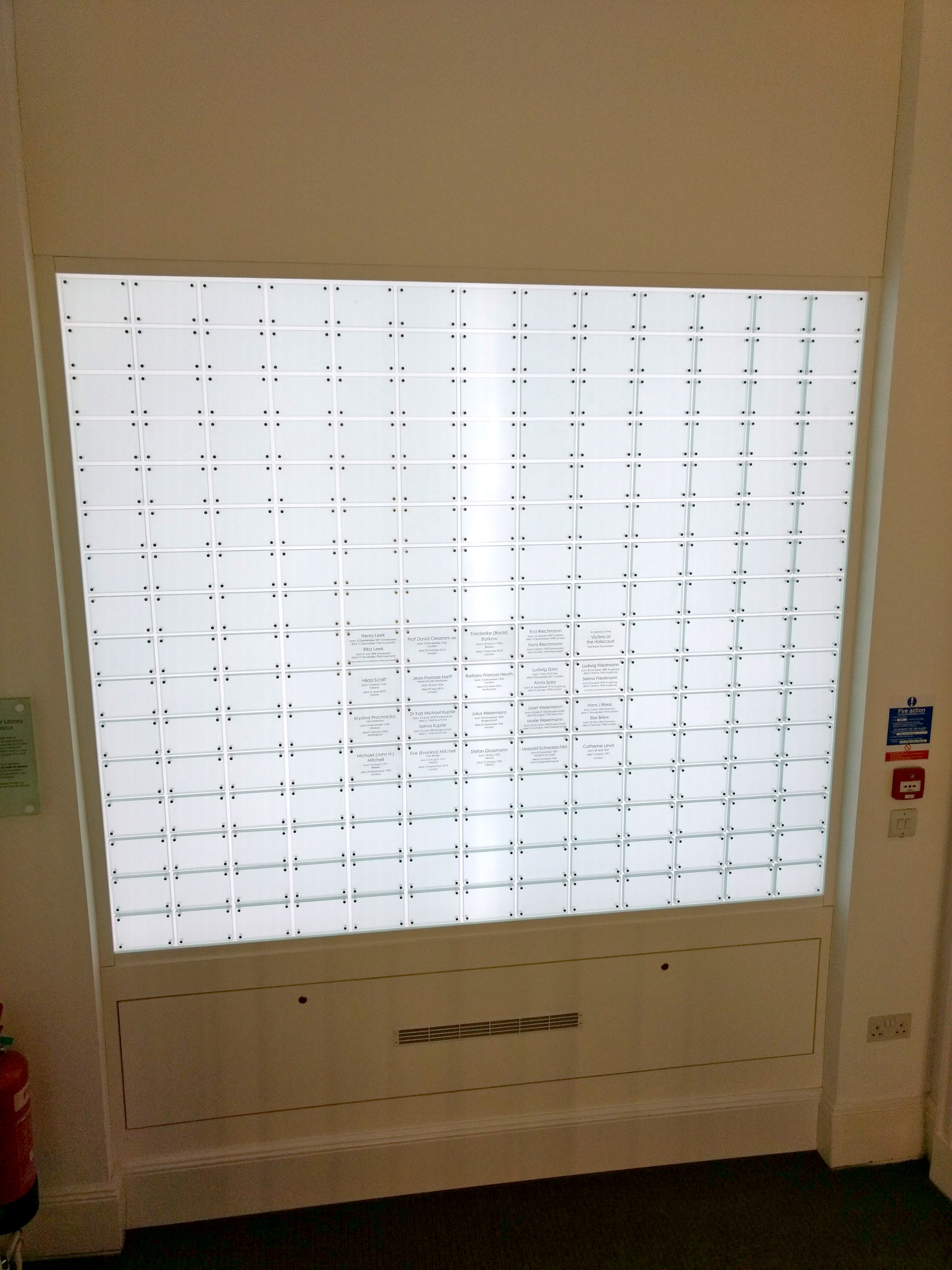
De Wall of Honour op de eerste verdieping

De Wiener Holocaust Library is het oudste instituut ter wereld dat zich bezighoudt met de studie van de  Holocaust, de oorzaken en erfenissen ervan. Hij is opgericht in 1933 als een informatiebureau dat Joodse gemeenschappen en regeringen over de hele wereld informeerde over de vervolging van de Joden onder de nazi's. Hij werd na het einde van de Tweede Wereldoorlog omgevormd tot een onderzoeksinstituut en openbare bibliotheek en is gevestigd in Russell Square, Londen.
In 2017, na een campagne van Dan Plesch (directeur van het Centre for International Studies and Diplomacy aan de School of Oriental and African Studies van de Universiteit van Londen) en andere onderzoekers, gericht aan de VN, publiceerde de bibliotheek een online en doorzoekbare versie van de catalogus van het archief van de VN-Commissie voor Oorlogsmisdaden.
De bibliotheek beheert ook de Britse digitale versie van het archief van de International Tracing Service, waarvan de fysieke versie wordt bewaard in de Arolsen Archives - International Center on Nazi Persecution in Bad Arolsen, Duitsland.

## Geschiedenis
Alfred Wiener, een Duitse Jood die werkte voor de Centralverein deutscher Staatsbürger jüdischen Glaubens, een Joodse burgerrechtengroepering, heeft jarenlang de opkomst van het antisemitisme gedocumenteerd. Hij verzamelde boeken, foto's, brieven, tijdschriften en ander materiaal, waaronder schoolboeken en kinderspelletjes, waarmee hij de verspreiding van de nazipropaganda en de racistische doctrines ervan vastlegde.
In 1933 vluchtte Wiener uit Duitsland naar Amsterdam, waar hij het Jewish Central Information Office (JCIO) leidde. David Cohen werd de voorzitter. Cohen was een vooraanstaande Nederlander die tegelijkertijd het Comité voor Joodsche Vluchtelingen oprichtte; dit comité maakte voor haar publicaties gebruik van het werk van het JCIO en verleende enige financiële steun.
Na de Kristallnacht in november 1938 verhuisde Wiener met de JCIO-archieven naar Groot-Brittannië. Zijn vrouw Margarethe en hun drie dochters Ruth, Eva en Mirjam bleven in Nederland en werden op 20 juni 1943 door de nazi's opgepakt en naar Kamp Westerbork gestuurd. In januari 1944 werd het gezin naar Bergen-Belsen gedeporteerd. In januari 1945 deed zich de zeldzame kans voor deel uit te maken van een gevangenenruil tussen de nazi's en de Verenigde Staten. De Wieners werden voor deze ruil uitgekozen en naar Zwitserland gebracht. Margarethe was te ziek om verder te reizen en werd op 25 januari in een Zwitsers ziekenhuis opgenomen, waar ze een paar uur later stierf. Kort daarna gingen Ruth, Eva en Mirjam aan boord van een Rode Kruis-schip op weg naar New York, waar ze herenigd werden met hun vader.
De collectie werd in Londen geopend op 1 september 1939, de dag van de nazi-invasie van Polen. In Londen functioneerde het JCIO als een particuliere inlichtingendienst. Wiener werd door de Britse regering betaald om Groot-Brittannië op de hoogte te houden van de ontwikkelingen in Duitsland. De bibliotheek bleef trouw aan haar oorspronkelijke doel door specifiek het lot van de Europese Joodse bevolking te documenteren, zoals geïllustreerd door haar publicatie Jewish News.
Na het einde van de Tweede Wereldoorlog gebruikte de bibliotheek haar uitgebreide collectie over het nationaalsocialisme en nazi-Duitsland om materiaal te verstrekken aan de VN-Commissie voor Oorlogsmisdaden, teneinde oorlogsmisdadigers voor de rechter te brengen. Steeds vaker werd de collectie Dr. Wiener's Library genoemd, wat uiteindelijk leidde tot de nieuwe naam, Wiener Holocaust Library.
De bibliotheek publiceerde van november 1946 tot 1983 een tweemaandelijks bulletin dat zwaar leunde op het eigen bronnenmateriaal. Een andere belangrijke taak in de jaren vijftig en zestig was het systematisch verzamelen van ooggetuigenverslagen, een hulpmiddel dat een uniek en belangrijk onderdeel van de collectie zou worden. In 1964 werd in Londen het Institute of Contemporary History opgericht, dat binnen de Wiener Library het verwaarloosde terrein van de moderne Europese geschiedenis op zich nam.
Tijdens een financieringscrisis in 1974 werd besloten een deel van de collectie naar Tel Aviv te verhuizen. Een groot deel van de collectie werd voor conserveringsdoeleinden op microfilm gezet. De plannen om de bibliotheek te verhuizen werden in 1980 verlaten nadat de transporten al waren begonnen, wat resulteerde in een aparte Wiener-bibliotheek binnen de bibliotheek van de Universiteit van Tel Aviv die het grootste deel van de boekenvoorraad omvat (de Wiener Library for the Study of the Nazi Era and the Holocaust, terwijl de Wiener Holocaust Library in Londen de microfilms behield.
Tegenwoordig is de Wiener Holocaust Library een onderzoeksbibliotheek die zich toelegt op het bestuderen van de Holocaust, genocide, nazi-Duitsland en de geschiedenis van de Joden in Duitsland, en het documenteren van antisemitisme en neonazisme. Het is een geregistreerde liefdadigheidsinstelling naar Engels recht.

## Collectie en outreach

### Collectie
De Wiener Holocaust Library verzamelt sinds 1933 materiaal met betrekking tot de Holocaust, de oorzaken en erfenissen ervan. Het omvat ongeveer 70.000 boeken en pamfletten, 2.000 fysieke documentcollecties, 45.000 foto's en 3.000 tijdschrifttitels (inclusief 110 lopende abonnementen), een miljoen krantenknipsels, posters, objecten, kunstwerken, digitale collecties en audiovisueel materiaal. 

### Tentoonstellingen
De bibliotheek geeft gratis toegang tot drie tijdelijke tentoonstellingen per jaar in de tentoonstellingsruimte op de begane grond, naast een aantal mini-leeszaaltentoonstellingen, reizende en online tentoonstellingen.

### The Holocaust Explained
Sinds 2015 is de bibliotheek ook de beheerder van The Holocaust Explained, een educatieve website die Britse schoolkinderen wil helpen meer te weten te komen over het nazitijdperk en de Holocaust. De website is ontworpen met het Britse schoolcurriculum voor dertien- tot achttienjarigen in gedachten, maar is ook toegankelijk voor andere gebruikers. Het behandelt onderwerpen variërend van de historische achtergrond van antisemitisme tot en met de erfenis van de Holocaust, waarbij gebruik wordt gemaakt van het unieke archiefmateriaal van de bibliotheek om elk onderdeel te illustreren.

### De Fraenkelprijs
De bibliotheek kent tevens de Fraenkel Prize in Contemporary History toe. Deze prijs, ingesteld door wijlen Ernst Fraenkel OBE, wordt jaarlijks uitgereikt voor "uitmuntend werk over de geschiedenis van de twintigste eeuw op een van de interessegebieden van de Wiener Holocaust Library".

## Verder lezen
- Barkow, Ben (1997). Alfred Wiener and the making of the Holocaust Library. Londen: Valentinine Mitchell.ISBN 0-85303-328-5

- International Standard Name Identifier: 0000 0004 1755 5723
- Nationale Bibliotheek van Tsjechië: kn20120829003
- Nationale Bibliotheek van Israël: 987007269795005171
- Virtual International Authority File: 169571680